# Gebouw de Maas
Gebouw de Maas is een kantoorgebouw aan de Boompjes in het centrum van Rotterdam. Het gebouw is 75 meter hoog en heeft 22 verdiepingen. In het gebouw was tot aan juli 2023 de regionale directie RWS West-Nederland Zuid van Rijkswaterstaat gevestigd. In maart 2024 is bekend geworden dat het Van der Valk concern het gebouw heeft aangekocht.
Het gebouw werd neergezet naar een ontwerp van Karel Drexhage van Koldewijn-Drexhage. De plannen dateerden al van voor 1986 maar bewoners van de omliggende wijk maakten bezwaar tegen de aanzuigende kracht van het gebouw. Er zouden onvoldoende parkeerplaatsen in het gebouw zijn gerealiseerd, waardoor de buurt overspoeld zou worden. In het oorspronkelijke plan waren vier etages met parkeerruimte bedacht; het werden er twee. De bouw moest een aantal kantoren van Rijkswaterstaat samen onder één dak brengen, waarbij Den Haag als geduchte concurrent gold. Uiteindelijk nam minister Neelie Kroes de beslissing Rotterdam als vestigingsplaats aan te houden. Het kantoorgebouw was echter al voor de ingebruikname te krap bemeten.  Door gebruik van veel prefabelementen kon het gebouw binnen 1,5 jaar opgeleverd worden.
Rotterdam kent ook een gebouw met de naam Hoge Maas; dit woongebouw werd tussen 1991 en 2001 gebouwd naar ontwerp van Benthem Crouwel.